# Mormolyce
Mormolyce là một chi bọ cánh cứng trong phân họ Lebiinae.

## Các loài
Chi này được ghi nhận có 5 loài:
- Mormolyce castelnaudi Deyrolle, 1862 — Malaysia, Thái Lan
- Mormolyce hagenbachi Westwood, 1862 — Malaysia
- Mormolyce phyllodes Hagenbach, 1825 — Indonesia, Malaysia
- Mormolyce quadraticollis Donckier, 1899
- Mormolyce tridens Andrewes, 1941